# Lill-Rajan
Lill-Rajan är en sjö i Dorotea kommun, på gränsen mellan Lappland och Jämtland och ingår i Ångermanälvens huvudavrinningsområde. Sjön är 25 meter djup, har en yta på 0,999 kvadratkilometer och är belägen 355 meter över havet. Sjön avvattnas av vattendraget Fjällsjöälven (Sannarån).

## Delavrinningsområde
Lill-Rajan ingår i det delavrinningsområde (716837-148518) som SMHI kallar för Utloppet av Lill-Rajan. Medelhöjden är 454 meter över havet och ytan är 13,38 kvadratkilometer. Räknas de 159 avrinningsområdena uppströms in blir den ackumulerade arean 919,96 kvadratkilometer. Fjällsjöälven (Sannarån) som avvattnar avrinningsområdet har biflödesordning 2, vilket innebär att vattnet flödar genom totalt 2 vattendrag innan det når havet efter 258 kilometer. Avrinningsområdet består mestadels av skog (81 procent). Avrinningsområdet har 1 kvadratkilometer vattenytor vilket ger det en sjöprocent på 7,5 procent.